# El sol no brillará nunca más
El sol no brillará nunca más es el nombre del primer álbum del cantante venezolano Trino Mora. Publicado por la disquera Sonus en 1967.

## Listado de canciones
- "El sol no brillará nunca más": (B. Crewe/Version: De La Rosa)
- "Hay un silencio": (Reed/Version: De La Rosa)
- "Lo que me gusta a mi": (Trino Mora)
- "Corazón de papel": (Sergio Reis/Version: J. Quiróz)
- "No es preciso llorar": (Edson Ribeiro/Version: J. Anidez)
- "La pulguita": (Julius Wechter/Version: Trino Mora)
- "Una vez": (Marty Robins/Version: De La Rosa)
- "Un domingo": (D.R.)
- "Quedate": (M. Williams/Version: Trino Mora)
- "Noches de amor": (Jobin/Version: De La Rosa)
- "Día tras día": (D.R.)
- "Di que no es verdad": (Irving Berlin/Version: Trino Mora)

- Datos: Q20014708